# Альберт, Юрий Феликсович
Ю́рий Фе́ликсович Альбе́рт (16 октября 1959, Москва) — художник-концептуалист теоретик искусства и педагог; член круга московского концептуализма. Автор объектов, называемых «ироничное цитирование» известных произведений искусства и художников. Лауреат Премии Кандинского (2011 год, номинация «Проект года»).

## Биография
Родился в Москве в 1959 году. В 1974—1977 годах учился у Екатерины Арнольд. Учился в Московском государственном педагогическом институте им. В. И. Ленина, художественно-графический факультет.
С 1983 года — член Горкома графиков (Малая Грузинская, 28). Член-основатель Клуба Авангардистов (КЛАВА) в 1987 году. В 1990 году переехал в Кёльн (Германия).
В 2009 году в основной программе 3-я Московской биеннале современного искусства выступил с проектом «Премия для Московской биеннале», одновременно и художественным проектом, и настоящей премией: администрация биеннале обязалась оплатить похороны лауреата премии, если он умрёт до следующей биеннале.
Живёт и работает в Кёльне, часто бывает в Москве.

## Цитировать по Дюшану
Юрий Альберт, активный участник апт-арта, продемонстрировал одну из версий советской эстетики присвоения в своей картине «Я не Джаспер Джонс» (1981), где скопировал манеру Джонса, однако название вписал кириллицей. Это было в прямом смысле двуличие: использование стиля Джонса для заявления, что автор не Джонс. На практике и в теории освоив многие варианты западного концептуализма, Альберт заявил, что пишет картины «о возможно концептуальных произведениях искусства в духе ранней деятельности группы „Искусство и язык“». Указывая на своё место в традиции русского формализма, Альберт сравнивает произведения искусства с точками в трёхмерном пространстве, которые связаны между собой воображаемыми линиями традиций, аналогий и влияний. «Мне кажется, что эти связи важнее самих работ. Место каждой работы в искусстве определяется её соотнесённостью с другими работами (Тынянов называет это функцией). Вот я и стараюсь сразу проводить линии, а не расставлять точки. Мои последние работы являются только ориентацией в художественном пространстве и вне его никакой ценности не имеют» (Автосерия. 1979-80).

## Работы находятся в собраниях
- Государственная Третьяковская галерея, Москва.
- Государственный Русский музей, Санкт-Петербург.
- Министерство культуры Российской Федерации, Москва
- Государственный центр современного искусства
- Ludwig Forum fuer Internationale Kunst, Ахен, Германия.
- Ludwig Museum, Будапешт.
- Museum of Fine Arts, Будапешт.
- The Zimmerly Art Museum, Rutgers University, New Jersey.
- Museum of Contemporary Art, Хельсинки.
- Duke Unversity Museum of Art, Durham, North Carolina.
- Graphische Sammlung, Munich.
- Stadtsparkasse, Кёльн.
- Бахчисарайский музей, Бахчисарай, Россия.
- Stella Art Foundation, Москва.

## Персональные выставки, проекты
- 2013 — «Юрий Альберт. Ретроспектива». Московский музей современного искусства, Москва.[5]
- 2011 — «Метаморфей» (совм. с В. Скерсисом, А. Филипповым). Stella Art Foundation, Москва.[6][7]
- 2011 — «Автопортреты с завязанными глазами». Галерея «Paperworks», Москва.[8][9]
- 2009 — «Moscow Poll». 3-я Московская биеннале современного искусства, Москва.
- 2009 — «Премия для Московской биеннале». 3-я Московская биеннале современного искусства, Москва.
- 2008 — «Юрий Альберт. Живопись, скульптура, графика». Stella Art Foundation, Москва.
- 2007 — «Юрий Альберт». Фонд «Эра», Москва.
- 2004 — «Живопись». Галерея М. Гельмана, Москва.
- 1999 — Selbstportrait mit geschlossenen Augen, Нидерландский дом, Мюнстер.
- 1998 — Spectators, Overcoat Gallery, Москва.
- 1997 — Le chef d’oevre inconnu, Hohenthal und Bergen Galerie, Munich.
- 1996 — Selfportrait with closed eyes, Centre of Contemporary Art, Москва.
- 1995 — Mami, schau, ein Kunstler!, Hohenthal und Bergen Galerie, Кёльн.
- 1994 — 1.0 Gallery, Moscow (with V. Efimov).
- 1993 — «Triple Trying» (совместно с А. Филипповым и Д. Приговым). Istitute of Contemporary Art, Москва.
- 1992 — «Как я стал художником» (совместно с Д. Гутовым). Лаборатория ЦСИ, Москва;
- 1992 — Mummy, look an artist!, L Gallery.
- 1992 — Pictures, collected by Y. Albert, 1.0 Gallery, Москва.
- 1990 — Three Artists — Two Generations" (with V. Zakharov and E. Steinberg), Stadsgalerie Heerlen, the Netherlands.
- 1990 — Krings-Ernst Galerie, Кёльн.
- 1989 — Moscow Days (with V/O Medhermeneutika), Прага.
- 1988 — Fragments of the Moscow Underground (совм. с В. Захаровым), Taidehalli, Helsinki.

## Семья
- Оба деда Ю.Альберта в годы сталинизма были репрессированы (расстреляны), обе бабушки сидели в тюрьме.
- Жак Липшиц французский и американский скульптор — брат деда по матери[1], .